# Pierpont Meadow Wildlife Sanctuary
Das Pierpont Meadow Wildlife Sanctuary ist ein 211 Acres (85,4 ha) umfassendes Schutzgebiet bei Dudley im Bundesstaat Massachusetts der Vereinigten Staaten. Es wird von der Massachusetts Audubon Society verwaltet.

## Schutzgebiet
Das ehemals für landwirtschaftliche Zwecke vollständig gerodete Gelände ist heute weitgehend renaturiert. Das Schutzgebiet ist ein wertvoller Rückzugsort für selten gewordene Vogelarten wie die Rötelgrundammer oder die Rotrücken-Spottdrossel. Besuchern stehen 0,75 mi (1,2 km) Wanderwege zur Verfügung.